# Songadh
Songadh è una suddivisione dell'India, classificata come municipality, di 22.426 abitanti, situata nel distretto di Surat, nello stato federato del Gujarat. In base al numero di abitanti la città rientra nella classe III (da 20.000 a 49.999 persone).

## Geografia fisica
La città è situata a 21° 10' 0 N e 73° 34' 0 E e ha un'altitudine di 111 m s.l.m..

## Società

### Evoluzione demografica
Al censimento del 2001 la popolazione di Songadh assommava a 22.426 persone, delle quali 11.505 maschi e 10.921 femmine. I bambini di età inferiore o uguale ai sei anni assommavano a 3.051, dei quali 1.595 maschi e 1.456 femmine. Infine, coloro che erano in grado di saper almeno leggere e scrivere erano 14.600, dei quali 8.267 maschi e 6.333 femmine.